# Economia de Kiribati
O Kiribati possui uma economia baseada na agricultura e na pesca. Sendo composto por 33 pequenos atóis, o país possui poucos recursos naturais. As jazidas comercialmente viáveis de fosfato de Banaba, importantes para a economia até à década de 1970, esgotaram-se aquando da independência do Reino Unido em 1979, não se conhecendo mais nenhumas jazidas minerais no país. A sua principal indústria é a pesca, um setor crucial na economia do país graças às receitas das licenças de pesca pagas pelos navios estrangeiros que operam no interior da sua enorme zona económica exclusiva (ZEE), rica em recursos marinhos. Apesar do solo pobre e da pequena área do país, a agricultura desempenha um papel importante na economia, nomeadamente na produção de copra, um dos principais produtos de exportação de Kiribati. O turismo representa menos de 2% do PIB do país, que em média recebeu anualmente entre três a quatro mil visitantes entre 2005/2009. As remessas dos marinheiros kiribatianos a trabalhar em navios estrangeiros são também importantes para a economia do país, tendo ascendido a AU$11,6 milhões em 2009.
O fraco desenvolvimento económico do país deve-se à sua escassa infraestrutura, escassez de mão de obra especializada e grande distância geográfica dos mercados consumidores internacionais. A economia de Kiribati depende grandemente das ajudas externas concedidas ao abrigo de programas internacionais de apoio ao desenvolvimento, que representam cerca de 35% do seu PIB (2010).
Em maio de 2011, um relatório do Fundo Monetário Internacional (FMI) descreveu o impacto da Grande Recessão sobre o país da seguinte forma: "o Kiribati foi afetado pela grande crise global através da queda nas remessas e do grande declínio do valor do seu fundo de pensões e do seu fundo soberano - o Revenue Equalization Reserve Fund (RERF). O aumento nos preços dos alimentos e combustíveis em 2008 já teve um impacto negativo sobre a atividade económica. A vulnerabilidade às mudanças climáticas, incluindo a erosão costeira, também aumentou."

## Agricultura
Apesar de Kiribati possuir limitações significativas ao desenvolvimento da agricultura, em particular devido à pequena área do país, a técnica de cultivo no país atingiu um nível suficientemente desenvolvido. Esse facto, no entanto, teve um impacto negativo sobre a vegetação nativa das ilhas, já que tem levado ao desmatamento. O taro, uma planta considerada cultural no país, vem sendo extinta pela agricultura do arroz e pela propagação de parasitas em Tarawa.
Apesar do solo pobre e da pequena área do país, a agricultura desempenha um papel relevante na economia de Kiribati, nomeadamente na produção de copra, um dos seus principais produtos de exportação. Só em 1998 foram exportadas mais de 11 t de copra, no valor de AU$ 5 milhões. No entanto, em anos mais recentes o volume das exportações de copra caiu para apenas 10-30% desses valores.

## Pesca

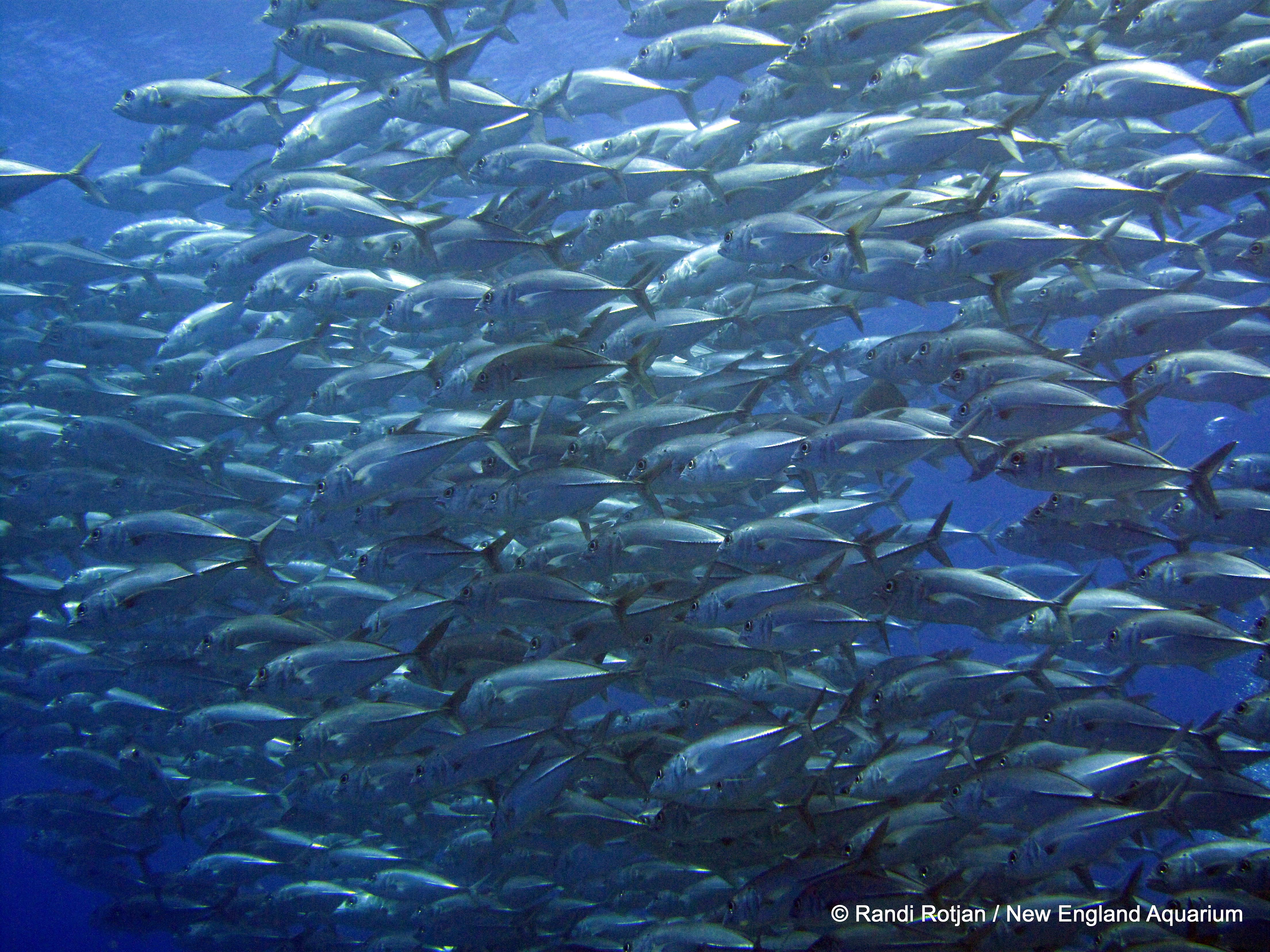
Cardume de Caranx sexfasciatus, ilhas Fénix.

A pesca é um setor crucial na economia de Kiribati, tendo representado em média cerca de 45% das receitas do estado durante a década de 2000. Isso deve-se ao facto de apesar da sua pequena área terrestre o país possuir uma enorme zona económica exclusiva (ZEE) rica em recursos marinhos, onde podem ser encontradas mil espécies diferentes de peixes e algas. Para além disso, o Kiribati têm ainda a vantagem de ficar localizado nas rotas de migração dos cardumes de atum no Pacífico.
As receitas do setor são geradas pelo pagamento de licenças de pesca por parte dos navios estrangeiros que operam no interior da ZEE. Entre 2007 e 2009 a Coreia do Sul, o Japão, a China, Taiwan e os Estados Unidos foram os principais parceiros de Kiribati nesta área, tendo as receitas provenientes das licenças atingido os AU$25,4 milhões em 2007, AU$32,2 milhões em 2008 e AU$29,5 milhões em 2009. Em setembro de 2010, as autoridades introduziram um sistema de leilão para as licenças de pesca que veio substituir o anterior sistema de acordos bilaterais. Com a introdução do novo sistema, assim como com a cobrança de multas a navios estrangeiros infratores, em 2010 as receitas das licenças de pesca aumentaram 40% face ao ano anterior.
As algas são outro dos principais produtos de exportação do país, sobretudo para o Japão, e recentemente foram levados a cabo com sucesso testes com vista ao cultivo de Eucheuma, uma alga vermelha a partir da qual é produzida a carragenina, um gel estabilizante usado em comida para animais de estimação e cosméticos.

## Transportes
O facto de ser composto apenas por ilhas e de existir um grande afastamento entre os vários arquipélagos tem um forte efeito sobre o transporte no país. Tarawa possui um sistema de estradas pavimentadas bem desenvolvido e mantido, mas nas restantes ilhas estas geralmente não são pavimentadas mas bem mantidas. O transporte marítimo é a principal forma de transporte de Kiribati, existindo quinze companhias públicas e privadas que transportam passageiros e carga entre as várias ilhas, e ligações internacionais diretas à Austrália e à Ásia. Em termos de transporte aéreo, existem voos regulares domésticos entre Tarawa e as ilhas Gilbert, e voos internacionais bisemanais entre Tarawa e Nauru, com ligações internacionais posteriores via Fiji.

## Turismo

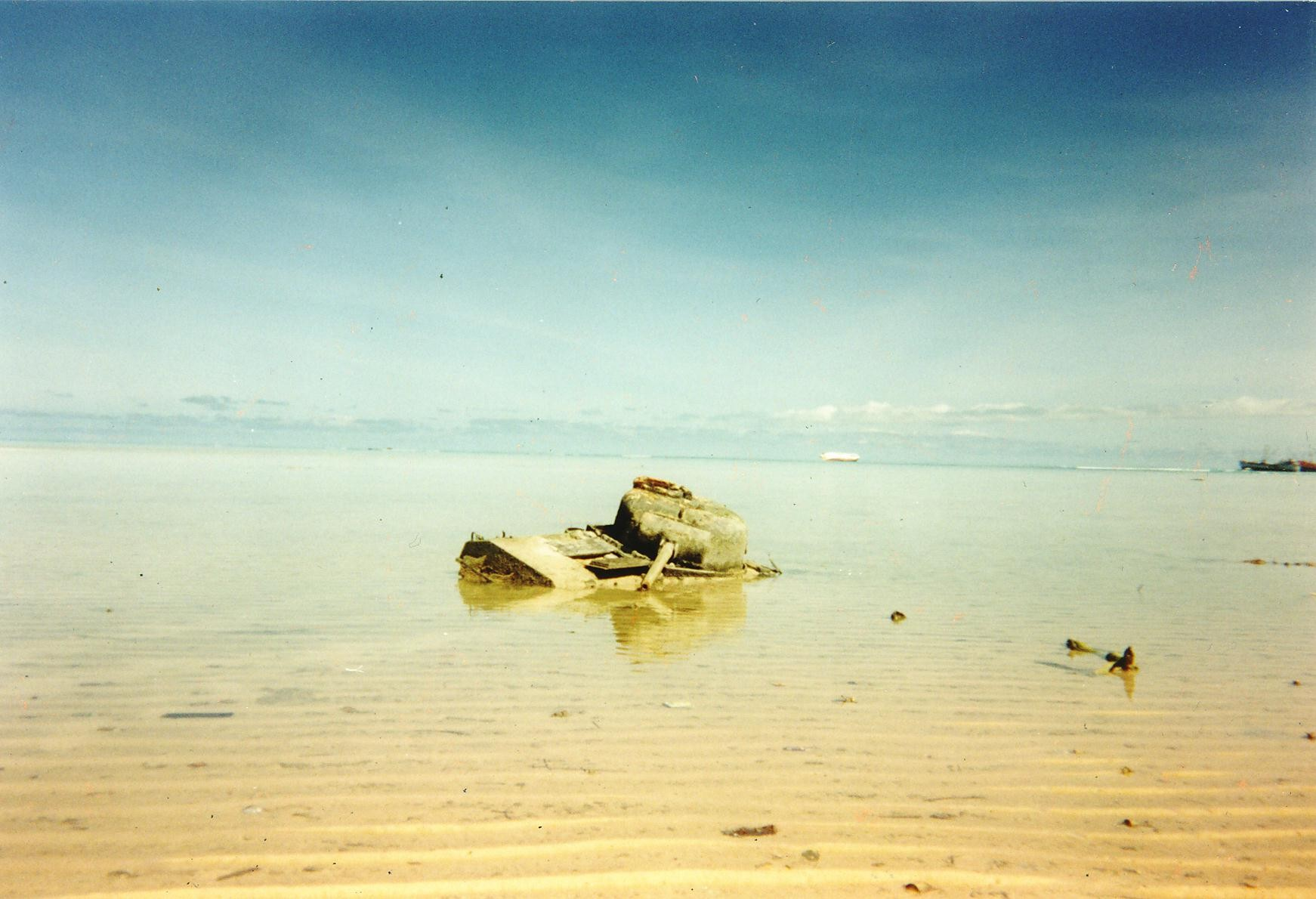
Tanque M4 Sherman abandonado numa praia de Tarawa.

O Kiribati tem um índice baixo de turismo em comparação com outras nações insulares do Pacífico, tendo apenas recebido em média entre três a quatro mil visitantes por ano entre 2005/2009. Os visitantes são provenientes sobretudo de Tuvalu, da Austrália, dos Estados Unidos, de Fiji e da Nova Zelândia, sendo os principais destinos turísticos do país Tarawa e Kiritimati. As principais atrações turísticas incluem experiências culturais, relíquias de batalhas da Segunda Guerra Mundial em Tarawa, pesca desportiva em Kiritimati, e eco-tourismo em Kiritimati, Tabuaeran e nas ilhas Fénix.
Os principais obstáculos para o desenvolvimento do turismo no país são a sua localização remota e escassa infraestrutura, mas em 2009 o governo lançou um plano de ação para encorajar o investimento no setor, com o objetivo de o tornar numa componente sustentável da economia do país a curto/médio prazo. Em apenas dois anos este plano levou a avanços significativos no setor, nomeadamente à auditoria/certificação das infraestruturas de alojamento do país e na divulgação das suas potencialidades na área dos desportos náuticos, do mergulho e da pesca desportiva. Em 2011, em comparação com outras nações insulares do Pacífico, o turismo no Kiribati assistiu a uma forte expansão, tendo-se registado um aumento significativo do número de visitantes nesse ano, em parte devido ao grande aumento do número de pescadores desportivos provenientes da Austrália, dos Estados Unidos e da Nova Zelândia.

## Fundo soberano
O esgotamento das jazidas comercialmente viáveis de fosfato em 1979 teve um impacto devastador na economia de Kiribati, dado que as receitas da exportação de fosfatos representavam cerca de 50% das receitas do estado. Em 1956, um fundo soberano financiado pelas receitas dos fosfatos, o Revenue Equalization Reserve Fund (RERF), foi criado para servir como reserva de riqueza do país. Os ativos do RERF diminuíram de AU$637 milhões (420% do PIB) em 2007 para AU$570,5 million (350% do PIB) em 2009, devido à crise financeira na Islândia de 2008-2009 e a levantamentos feitos pelo governo de Kiribati para cobrir défices orçamentais. Uma gestão prudente do RERF será vital para o bem-estar do país a longo prazo.

## Ajuda internacional
A economia de Kiribati beneficia de programas internacionais de ajuda ao desenvolvimento. Em 2009, os principais doadores multilaterais de ajuda ao desenvolvimento foram a União Europeia (AU$9 milhões), o Programa das Nações Unidas para o Desenvolvimento (AU$3,7 milhões) e a Organização Mundial da Saúde (AU$0,1); os principais doadores bilaterais foram a Austrália (AU$11 milhões), o Japão (AU$2 milhões), a Nova Zelândia (AU$6,6 milhões) e Taiwan (AU$10,6 milhões); os restantes doadores providenciaram AU$16,2 milhões, incluindo subsídios de assistência técnica do Banco Asiático de Desenvolvimento. Os principais doadores em 2011 foram a Austrália (AU$30 milhões), a Nova Zelândia (AU$12 milhões), Taiwan (AU$11 milhões) e o Banco Mundial (~ AU$10 milhões).